# Berenikina kosa
 Ovo je glavno značenje pojma Berenikina kosa. Za druga značenja pogledajte Berenikina kosa (razdvojba).
Berenikina kosa (lat. Coma Berenices) je dugo poznati asterizam koji je naposljetku pretvoren u zviježđe. Nalazi se "iza" Lava i nekad je predstavljalo lavov rep.

## Zanimljivosti
U ovom se zviježđu nalazi sjeverni galaktički pol (Ra 12h 51.42m, Dec 27° 07.8′, epoha J2000.0).
Zviježđe nema zvijezda sjajnijih od 4. magnitude, pa je teško uočljivo iz gradova. Zvijezda β Comae Berenices je najsjajnija s prividnim sjajem od 4.26. Apsolutnim sjajem je tek nešto sjajnija od Sunca, pa dobro dočarava kako bi naše Sunce izgledalo s udaljenosti od 27 ly.
Druga po sjaju je α Comae Berenices (Diadem), čiji je sjaj 4.32. Ovo je jedina zvijezda u zviježđu s imenom, i predstavlja dragulj u Berenikinoj kruni. Diadem je binarna zvijezda čije su komponente podjednakog sjaja, a orbitalna ravnina ovog para zvijezda je nagnuta prema doglednici samo 0.1°.
Jedina preostala zvijezda sjajnija od magnitude 4.7 je γ, koja sjaji magnitudom 4.36.
U zviježđu je preko 200 promjenjivih zvijezda, no malo ih je svijetlih. FK Comae Berenices, kojoj se sjaj mijenja između 8.14m i 8.33m tijekom perioda od 2.4 dana, je prototip Promjenjivih zvijezda klase FK Comae. Za ove se zvijezde vjeruje da im je promjena sjaja uzrokovana velikim hladnim mrljama na površini zvijezde.
FS Comae Berenices je polupravilna promjenjiva čiji se sjaj mijenja između 5.3m i 6.1m u periodu od 58 dana. R Comae Berenices je Mira promjenjiva zvijezda s promjenom sjaja između 7.1m i 14.6m u periodu od 363 dana.

## Najzanimljiviji objekti dubokog svemira
Iako Berenikina Kosa nije veliko zviježđe, u njemu je 8 Messierovih objekata. Zviježđe je vrlo bogato galaktikama, prvenstveno na južnom dijelu, gdje se nalazi sjeverni dio galaktičkog skupa Virgo. U zviježđu je i nekoliko kuglastih skupova. Kako je ovo zviježđe maksimalno moguće udaljeno od galaktičkog ekvatora, količina svemirske prašine koja ometa pogleda u ovaj dio svemira je minimalna. Velika udaljenost od galaktičkog ekvatora ujedno znači i nedostatak otvorenih skupova te difuznih i planetnih maglica. Jedini otvoreni skup u zviježđu je otvoreni skup Berenikina Kosa, koji dominira sjevernim dijelom zviježđa. 

### Skup Coma Berenices
Skup Coma Berenices nije uvršten ni u Messierov katalog ni u NGC, već u Mellote katalog otvorenih skupova, kao Mellote 111 (Mel 111). Ovaj je skup velik i raspršen, a zvijezde su sjajne između 5m i 10m. Skup je relativno blizu (279 ly), zbog čega se na našem proteže preko punih 5°. Sjajna zvijezda sjeverno od skupa je γ Comae Berenices.

### Galaktike
U zviježđu se nalazi velik broj galaktika, uključujući čak 7 Messierovih objekata.

#### Galaktički skup Virgo
U ovom se zviježđu nalazi sjeverni dio galaktičkog skupa Virgo, udaljenog oko 60 milijuna svj. Godina.
M88 (NGC 4501) je spiralna galaktika s više krakova, čija je ravnina diska odmaknuta oko 30° od doglednice.
M91 (NGC 4548) je također spiralna galaksija.
M100 je spiralna galaktika koju gledamo "odozgo". Duga je oko 7', i to je čini galaksijom s najvećim prividnim promjerom u skupu Virgo. Njen prividni sjaj iznosi 9.4m, a udaljena je oko 56 milijuna s.g. Njen stvarni promjer je 120,000 svj. Godina, što znači da je M100 i po stvarnim dimenzijama među najvećim galaksijama u skupu. Fotografije ove galaktike otkrivaju svijetlu jezgru, dva izražena i niz sekundarnih krakova, te nekoliko traka prašine.
M85, lećasta galaktika na samom sjevernom rubu skupa, jedna je od najsjajnijih galaktika u skupu.
M98 (NGC 4192) je sjajna, izdužena sprialna galaktika koja nam je okrenuta svojim rubom. Ima malu jezgru i velike spiralne krakove slaboj sjaja.
M99 (NGC 4254), oko 1.5° JI od M98, je sjajna, okrugla spiralna galaktika, okrenuta diskom prema nama.

#### Galaktički skup Coma
Galaktički skup Coma nalazi se sjeverno od skupa Virgo. Ovaj je skup mnogo dalje od nas i nalazi se na udaljenosti od 230 do 300 milijuna svj. godina. Skup je prilično velik, sadrži oko 1000 velikih galaktika te, najvjerojatnije, do 30,000 manjih. Fritz Zwicky istražio je ovo područje 1957. godine te pronašao čak 29,951 galaktika sjajnijih od magnitude 19.0m. Iako su neki od ovih galaktika vjerojatno daleko iza skupa Coma,  ukupan broj galaktika u skupu mora biti vrlo velik. Zbog velike udaljenosti skupa, većina galaktika je vidljiva samo u velikim teleskopima. Najsjajniji članovi skupa su NGC 4889 i NGC 4874, obje oko 13. magnitude, dok je većina ostalih galaktika slabija od 15. magnitude. NGC 4889 je velika eliptična galaktika.

#### Ostale galaktike
M64 (NGC 4826) je zbog karakteristične tamne koja skriva dio svijetle jezgre poznata kao galaksija Crno Oko. Relativno je blizu, oko 24 milijuna svj. godina. Nedavna su istraživanja otkrila da se međuzvjezdani plin u vanjskim dijelovima galaktike okreće u suprotnom smjeru u odnosu na unutarnje dijelove galaktike, zbog čega se sumnja da je u posljednjih milijardiu godina došlo do barem jednog sudara i spajanja neke satelitske galaktike s M64.
NGC 4565 je spiralna galaktika okrenuta svojim rubom zbog čega nosi naziv Galaksija Igla. Na našem nebu je dugačka 16", što je čini najvećom (po kutnim dimenzijama) galaksijom od svih koje su nam okrenute rubom. Vrlo je tanka i krasi je tamna traka svemirske prašine.

#### Kvazari
Kvazar PG1247+26° je najsjajniji kvazar u ovom zviježđu. Također, objekt W Comae, za kojeg su u početku smatralo da je promjenjiva zvijezda, je zapravo objekt tipa BL Lacertae. Najčešće sjaji magnitudom od oko 16.5m, no ponekad mu sjaj naraste i do 12. magnitude.

### Kuglasti skupovi
M53 (NGC 5024) je kuglasti skup kojeg je 1775. otkrio Johann Elert Bode, a u veljači 1777. ga je nezavisno otkrio i Charles Messier. Sjaj mu je magnitude 7.7m, pa je vidljiv i u dvogledu. Udaljen je oko 65,000 svj. godina, a apsolutni sjaj mu je oko 200,000 puta jači od Sunca.
Samo 1° dalje je NGC 5053, kuglasti skup koji je mnogo manje gust i s mnogo raspršenijom jezgrom. Njegov ukupni apsolutni sjaj je oko 16,000 Sunca, što ga svrstava u kuglaste skupove najslabijeg sjaja. Prividni sjaj skupa je 9.9m. Otkrio ga je William Herschel 1784. godine.
NGC 4147 je skup nešto slabijeg sjaja (10.2m), te dosta manji (4.4').

## Povijest i mitologija
Berenikina Kosa je još u vrijeme stare Grčke bila prepoznata kao asterizam. Eratosten ju je nazivao "ariadnina kosa " i "berenikina kosa". Ptolomej ju je nazivao "pramen" (kose)., no nije ju svrstao među svojih 48 zviježđa, nego ju je zamišlio kao lavov rep. Ovaj je asterizam dugo zamišljan kao čuperak na kraju lavovog repa ili kao dio zviježđa Djevica.
Tijekom 16. stoljeća, pojavilo se nekoliko karata neba koje su ovaj dio neba prikazivale kao zasebno zviježđe. Tycho Brahe, kome se najčešće pripisuju zasluge za uvođenje ovog zviježđa, naveo je 1602. u svojem zvjezdanom katalogu Berenikinu Kosi kao zasebno zviježđe. Johann Bayer, u Uranometriji 1603. godine, također crta Berenikinu Kosu kao zasebno zviježđe.
Iako se zviježđe u atlasima pojavilo relativno kasno, ono nosi ime iz legende. Kraljica Berenika II. od Egipta je bila žena Ptolomeja III. od Egipta (246. pr. Kr. - 221. pr. Kr., kralja pod kojim je Aleksandrija postala važno kulturno središte.Oko 243. pr. Kr., kralj je krenuo na opasan pohod protiv Sirijaca, koji su ubili njegovu sestru. Berenika se zaklela božici Afroditi da će žrtvovati svoju nadaleko poznatu dugu kosu, na koju je bila jako ponosna, ako se njen muž sigurno vrati kući. Ptolomej III. se vratio, pa je Berenika odrezala svoju kosu i položila je na Afroditin oltar.
Do sljedećeg jutra, kosa je nestala. Da bi udovoljio bijesnom kralju i kraljici (i spasio živote svećenika u hramu), dvorski astronom, Conon, objavio je da je kosa toliko oduševila božicu da ju je ova postavila na nebo.
Berenikina Kosa je uz Štit, jedino zviježđe koje je dobilo ime prema povijesnoj ličnosti.

## Tablica zvijezda s Bayerovim i Flamsteedovim oznakama
U tablici su sve zvijezde u zviježđu koje imaju Bayerovu ili Flamsteedovu oznaku.
| Ime                | Bayer | Flamsteed | oznaka promjenjive | ostale oznake   | Ra.           | Dec.         | Prividni sjaj              |
| ------------------ | ----- | --------- | ------------------ | --------------- | ------------- | ------------ | -------------------------- |
|                    |       | 1         |                    |                 | 12h 01m 44.3s | +22° 05′ 40″ | 6.59                       |
|                    |       | 2         |                    | Σ1596, ADS 8406 | 12h 04m 16.6s | +21° 27′ 33″ | 5.87                       |
|                    |       | 3         |                    |                 | 12h 10m 31.6s | +16° 48′ 33″ | 6.39                       |
|                    |       | 4         |                    |                 | 12h 11m 51.2s | +25° 52′ 13″ | 5.66                       |
|                    |       | 5         |                    |                 | 12h 12m 09.3s | +20° 32′ 31″ | 5.57                       |
|                    |       | 6         |                    |                 | 12h 16m 00.2s | +14° 53′ 56″ | 5.10                       |
|                    |       | 7         |                    |                 | 12h 16m 20.5s | +23° 56′ 43″ | 4.95                       |
|                    |       | 8         |                    |                 | 12h 19m 19.1s | +23° 02′ 05″ | 6.27                       |
|                    |       | 9         |                    |                 | 12h 19m 29.6s | +28° 09′ 25″ | 6.33                       |
|                    |       | 10        |                    |                 | 12h 19m 50.6s | +28° 27′ 52″ | 6.69                       |
|                    |       | 11        |                    | ADS 8521        | 12h 20m 43.0s | +17° 47′ 34″ | 4.74                       |
|                    |       | 12        |                    | ADS 8530        | 12h 22m 30.3s | +25° 50′ 46″ | 4.81 (dvojna: 4.78, 8.6)   |
|                    |       | 13        | GN                 |                 | 12h 24m 18.5s | +26° 05′ 55″ | 5.18v                      |
|                    |       | 14        |                    |                 | 12h 26m 24.1s | +27° 16′ 06″ | 4.95                       |
|                    | γ     | 15        |                    |                 | 12h 26m 56.3s | +28° 16′ 06″ | 4.36                       |
|                    |       | 16        |                    |                 | 12h 26m 59.3s | +26° 49′ 32″ | 5.00                       |
|                    |       | 17        | AI                 | ADS 8568        | 12h 28m 54.7s | +25° 54′ 46″ | 5.29v (dvojna: 5.29, 6.63) |
|                    |       | 18        |                    |                 | 12h 29m 26.9s | +24° 06′ 32″ | 5.48                       |
|                    |       | 20        |                    |                 | 12h 29m 43.2s | +20° 53′ 46″ | 5.69                       |
|                    |       | 21        | UU                 |                 | 12h 31m 00.6s | +24° 34′ 02″ | 5.46v                      |
|                    |       | 22        |                    |                 | 12h 33m 34.2s | +24° 16′ 59″ | 6.29                       |
|                    |       | 23        |                    |                 | 12h 34m 51.1s | +22° 37′ 45″ | 4.81                       |
|                    |       | 24        |                    | Σ1657, ADS 8600 | 12h 35m 07.0s | +18° 22′ 38″ | 4.79 (dvojna: 5.03, 6.57)  |
|                    |       | 25        |                    |                 | 12h 36m 58.3s | +17° 05′ 22″ | 5.68                       |
|                    |       | 26        |                    |                 | 12h 39m 07.3s | +21° 03′ 45″ | 5.46                       |
|                    |       | 27        |                    |                 | 12h 46m 38.7s | +16° 34′ 39″ | 5.12                       |
|                    |       | 28        |                    |                 | 12h 48m 14.3s | +13° 33′ 11″ | 6.56                       |
|                    |       | 29        |                    |                 | 12h 48m 54.2s | +14° 07′ 21″ | 5.70                       |
|                    |       | 30        |                    | ADS 8674        | 12h 49m 17.4s | +27° 33′ 08″ | 5.78                       |
|                    |       | 31        |                    |                 | 12h 51m 41.9s | +27° 32′ 26″ | 4.94                       |
|                    |       | 32        |                    |                 | 12h 52m 12.3s | +17° 04′ 26″ | 6.32                       |
|                    |       | 33        |                    |                 | 12h 52m 22.9s | +17° 06′ 30″ | 6.94                       |
|                    |       | 35        |                    | Σ1687, ADS 8695 | 12h 53m 17.8s | +21° 14′ 42″ | 4.90                       |
|                    |       | 36        |                    |                 | 12h 58m 55.4s | +17° 24′ 34″ | 4.78                       |
|                    |       | 37        |                    | ADS 8731        | 13h 00m 16.5s | +30° 47′ 06″ | 4.90                       |
|                    |       | 38        |                    |                 | 13h 01m 09.6s | +17° 07′ 23″ | 5.96                       |
|                    |       | 39        |                    |                 | 13h 06m 21.2s | +21° 09′ 12″ | 5.99                       |
|                    |       | 40        | FS                 |                 | 13h 06m 22.6s | +22° 36′ 58″ | 5.60v                      |
|                    |       | 41        |                    |                 | 13h 07m 10.7s | +27° 37′ 29″ | 4.80 (dvojna: 4.32, 5.22)  |
| Diadem, Al Dafirah | α     | 42        |                    | Σ1728, ADS 8804 | 13h 09m 59.3s | +17° 31′ 46″ | 4.32                       |
|                    | β     | 43        |                    |                 | 13h 11m 52.4s | +27° 52′ 41″ | 4.26                       |